# Janíky
Janíky (in ungherese Jányok) è un comune della Slovacchia facente parte del distretto di Dunajská Streda, nella regione di Trnava.